# Парламентские выборы в Испании (1989)
Парламентские выборы в Испании 1989 года состоялись 29 октября и стали четвёртыми проведёнными в соответствии с испанской Конституцией 1978 года. Были избраны все 350 членов Конгресса депутатов и 208 из 254 сенаторов.
Испанская социалистическая рабочая партия (ИСРП) во главе с премьер-министром Фелипе Гонсалесом в третий раз подряд одержала победу на выборах в нижнюю палату испанского парламента, завоевав ровно половину мест ней. При гипотетическом равенстве социалистов со всеми другими партиями, на практике социалисты имели абсолютное большинство, так как депутаты от баскской левонационалистической партии Народное единство отсутствовали на протяжении всего парламентского срока до 1993 года. В результате, Фелипе Гонсалес смог без особых проблем переизбраться на третий срок подряд.
Оппозиционная Народная партия (НП), созданная незадолго до выборов на базе партии Народный альянс, осталась примерно на тех же позициях, что и на выборах 1982 и 1986 годов. Тем не менее, итоги голосования для неё оказались выше ожидаемых, что позволило Хосе Марии Аснару возможность укрепить своё лидерство в партии.
Начиная с парламентских выборов 1989 года и до выборов в Европейский парламент 2014 года ИСРП и НП в сумме получали на общенациональных выборных кампаниях, за исключением муниципальных выборов, не ниже 70% голосов.

## Законодательная власть
Генеральные Кортесы, орган испанской законодательной власти, которые предстояло избрать 29 октября 1989 года, состояли из двух палат: Конгресса депутатов (нижняя палата, 350 депутатов) и Сената (верхняя палата, 208 выборных депутатов). Законодательная инициатива принадлежала обеим палатам, а также правительству, но Конгресс имел большую власть, чем Сенат. Только Конгресс мог утвердить премьер-министра или проголосовать за его отставку, и он мог отменить вето Сената абсолютным большинством голосов. Тем не менее, Сенат обладал несколькими эксклюзивными функциями, в частности, по утверждению конституционных поправок.
Эта система, закреплённая Конституцией Испании 1978 года, должна была предоставить политическую стабильность правительству, а также укрепить позиции премьер-министра, предусматривая вынесение вотума недоверия только Конгрессом. Она также внедрила более эффективную защиту от изменений конституции, требуя участия в принятии поправок обеих палат, а также предусмотрев специальный процесс с более высокими порогами утверждения и строгие требования в отношении общих конституционных реформ или поправок, касающихся так называемых «защищённых положений».

## Избирательная система
В 1985 году был принят новый закон о выборах, заменивший заменил временное законодательство, действовавшее с 1977 года. Таким образом, избирательная система и все процедуры выборов, с некоторыми изменениями, были отныне прописаны в едином законе. В частности, группы избирателей получали право выдвинуть кандидатов только собрав подписи не менее 1 % зарегистрированных избирателей в конкретном районе. Голосование проходило на основе всеобщего избирательного права, с участием всех граждан старше восемнадцати. 
348 мест в Конгрессе депутатов были распределены между 50 многомандатными избирательными округами, каждый из которых соответствовал одной из 50 испанских провинций, ещё два места были предназначены для Сеуты и Мелильи. Каждая провинция имела право как минимум на два места в Конгрессе, остальные 248 мест были распределены среди 50 провинций пропорционально их населению. Места в многомандатных округах распределялись по методу д'Ондта, с использованием закрытых списков и пропорционального представительства. В каждом из многомандатных округов к распределению мандатов допускались только списки сумевшие преодолеть порог в 3 % действительных голосов, которые включали и пустые бюллетени.
208 мест в Сенате был распределены между 58 округами. Каждый из 47 округов на полуострове, имел четыре места в Сенате. Островные провинции, Балеарские и Канарские острова, были разделены на девять округов. Три больших округа, Мальорка, Гран-Канария и Тенерифе, получили по три места в Сенате, малые округа, Менорка, Ивиса—Форментера, Фуэртевентура, Гомера—Иерро, Лансароте и Пальма — по одному. Сеута и Мелилья избирали по два сенатора. В общей сложности, в Сенате насчитывалось 208 депутатов, избираемых прямым голосованием, с использованием открытого списка с частичным блоком голосования. Вместо того, чтобы голосовать за партии, избиратели отдавали голоса за отдельных кандидатов. В четырёхмандатных округах избиратели могли проголосовать не более чем за три кандидата, в трёх- и двухмандатных за двух кандидатов, в одномандатных округах за одного кандидата. Кроме того, каждое из автономных сообществ могли избрать по крайней мере одного сенатора и имели право на одно дополнительное место на каждый миллион жителей.

## Предыстория
Второй срок Фелипе Гонсалеса в качестве премьер-министра характеризовался экономическим ростом, одной из причин которого было вступление Испании в Европейское экономическое сообщество. Инвестиции из структурных фондов ЕЭС привели к тому, что ВВП Испании в период с 1987 по 1989 год рост в среднем на 5 % год. О занятостей были созданы В период с конца 1986 и по конец 1989 года было создано около 1,4 миллиона новы рабочих мест, что привело к сокращению безработицы с 20,6 % до 16,9 %, инфляция в этот же период снизилась ниже 3 % отметки. Также, социалистическому правительству удалось добиться улучшения в образовании, системе здравоохранения, во многом благодаря Закону о здравоохранении 1986 года, и системы социального обеспечения.
14 декабря 1988 года два основных профсоюзных объединения Испании, Рабочие комиссии и Всеобщий союз трудящихся, начали всеобщую забастовку. Начавшись в ответ на правительственную реформу рынка труда, в рамках которой, в частности, планировалось ввести временные и гибкие контракты для молодых работников, заабстовка вылилась в крупнейшую акцию протеста против экономической политики социалистического правительства, чему не помешали даже исторические связи Всеобщего союза трудящихся с правящей ИСРП. Одной из причин стало то, что многие левые рассматривали экономические реформы Гонсалеса как «неолиберальные» и направленные в пользу работодателей. Забастовщикам даже удалось добиться закрытия на время забастовки государственной вещательной компании RTVE.
Забастовка, одна из крупнейших и наиболее успешных в недавней истории страны, привела к отказу правительства от предложенных реформ и увеличению социальных расходов, не сумев, однако, лишить премьера Фелипе Гонсалес популярности.
Тем временем, в главной оппозиционной партии страны, Народном альянсе, начинается кризис. Причиной его стала неудача на выборах 1986 года, которые завершились для ведущей правоцентристской силы Испании неудачно, несмотря на создание коалиции с другими партиями. Уже в июне 1986 года, сразу после выборов, депутаты от Народно-демократической партии отказались вступать в парламентскую группу Народной коалиции, сформировав собственную фракцию в Конгрессе депутатов. В октябре партию покидает её Генеральный секретарь Хорхе Верструнге. А после провала Народного альянса на региональных выборах в Стране Басков, с поста лидера партии уходит Мануэль Фрага. В феврале 1987 года новым главой Народного альянса с большим отрывом был избран лидер отделение партии в Андалусии Антонио Эрнандес-Манча (исп. Antonio Hernández Mancha), получивший 71,5 % голосов однопартийцев.
Тем не менее, избрание нового лидера партии не привело к преодолению кризиса внутри партии. Эрнандес-Манча быстро обнаружил, что в борьбе с Гонсалесом ему мешает тот факт, что он не мог вести полноценную дискуссию с премьер-министром в парламенте, так как был не членом Конгресса, а сенатором. Он также опасался роста популярности бывшего премьера Адольфо Суареса и его партии. В попытке сделать себя известным широкой публике и стать центром внимания СМИ, Эрнандес-Манча в марте 1987 года попытался провести через Конгресс вотум недоверия кабинету Гонсалеса, но проиграл с результатом 67 против 194. Поражение ослабило его позиции внутри партии.
Наконец, растущее внутри партии недовольство лидером и решение Мануэля Фраги вернуться на пост главы Народного альянса, заставили Эрнандеса Манча объявить о своём намерении уйти в отставку на съезде, который прошёл 20—22 января 1989 года. Вновь возглавив Народный альянс, Фрага тут же объявил о его реорганизации в новую Народную партию. Стремясь обновить партию, Фрага не стал претендовать на пост премьер-министра на всеобщих выборах в октябре,, вместо этого поддержав кандидатуру главы регионального правительства Кастилии-Леона Хосе Марии Аснара.

## Предвыборная кампания
Несмотря на объединение большей части правоцентристской оппозиции социалистическому правительству вокруг только что учреждённой Народной партии и появление нового лидера в лице Аснара, к выборам 1989 года она подошла разделённой и слабой. Это, в сочетании с ростом экономики, сделало новую победу ИСРП неизбежной. Избирательная кампания, таким образом, сосредоточилась на том, смогут ли социалисты сохранить своё абсолютное большинство в Конгрессе депутатов в третий раз подряд. Главная сила левой оппозиции, коалиция «Объединённые левые» также выбрала нового лидера, Хулио Ангиту, и надеялась увеличить своё представительство в парламенте по сравнению с выборами 1986 года. Лидер ИСРП и действующий премьер-министр Фелипе Гонсалес пообещал, что выдвигает свою кандидатуру на пост главы испанского правительства последний раз, но в конечном счёте возглавлял кабинет в течение ещё двух сроков, до 1996 года включительно.

## Опросы
Результаты предвыборных опросов общественного мнения приведены в таблице ниже в обратном хронологическом порядке, показывая самые последние первыми. Приведены последние даты опроса, а не дата публикации. Если такая дата неизвестна, указана дата публикации. Самый высокий процент в каждом опросе отображается жирным шрифтом и выделен цветом ведущего участника. Колонка справа показывает разницу между двумя ведущими партиями в процентных пунктах. Если конкретный опрос не показывает данные для какой-либо из партий, ячейки этой партии, соответствующая данному опросу показана пустой. Светло-зелёным цветом выделены экзит-поллы.
| Организация                                                               | Дата             | Испанская социалистическая рабочая партия | Народная партия | Демократический и социальный центр | Конвергенция и Союз | Объединённые левые |     | Предел погрешности | Количество опрошенных | Разница |  |  |
| ------------------------------------------------------------------------- | ---------------- | ----------------------------------------- | --------------- | ---------------------------------- | ------------------- | ------------------ | --- | ------------------ | --------------------- | ------- |  |  |
| Организация                                                               | Дата             |                                           |                 |                                    |                     |                    |     |                    |                       |         |  |  |
| Итоги выборов Архивная копия от 17 марта 2017 на Wayback Machine          | 29 октября 1989  | 39,6                                      | 25,8            | 7,9                                | 5,0                 | 9,1                | 1,2 |                    |                       | 13,8    |  |  |
|                                                                           |                  |                                           |                 |                                    |                     |                    |     |                    |                       |         |  |  |
| ИСРП Архивная копия от 3 марта 2016 на Wayback Machine                    | 29 октября 1989  | 40,8                                      | 24,0            | 8,1                                | 5,2                 | 9,0                | 1,3 |                    |                       | 16,8    |  |  |
| ICP/Research Архивная копия от 10 августа 2014 на Wayback Machine         | 19 октября 1989  | 40,5                                      | 19,1            | 8,5                                | 4,9                 | 10,3               | 1,4 | ±1,0 п.п.          | 9 524                 | 21,4    |  |  |
| ИСРП Архивная копия от 11 февраля 2017 на Wayback Machine                 | 18 октября 1989  | 40                                        | 21              | 8                                  |                     | 9                  |     |                    |                       | 19      |  |  |
| Opina Архивная копия от 11 февраля 2017 на Wayback Machine                | 18 октября 1989  | 41,5                                      | 25,0            | 6,5                                | 4,5                 | 7,8                | 1,9 | ±2 п.п.            | 3 262                 | 16,5    |  |  |
| Sigma Dos                                                                 | 17 октября 1989  | 39,2                                      | 24,2            | 10,3                               | 4,9                 | 8,0                | 1,4 | ±1,1 п.п.          | 8 400                 | 15,0    |  |  |
| Gruppo                                                                    | 17 октября 1989  | 40,1                                      | 23,6            | 9,3                                | 4,8                 | 7,5                | 1,1 | ±2,5 п.п.          | 1 500                 | 16,5    |  |  |
| Demoscopia                                                                | 15 октября 1989  | 41,6                                      | 22,8            | 9,1                                | 5,0                 | 8,0                | 1,5 | ±1,2 п.п.          | 6 200                 | 18,8    |  |  |
| Opina Архивная копия от 11 февраля 2017 на Wayback Machine                | 11 октября 1989  | 41,0                                      | 24,0            | 9,0                                | 4,8                 | 8,8                | 2,0 | ±2 п.п.            | 2 800                 | 17,0    |  |  |
| ИСРП Архивная копия от 11 февраля 2017 на Wayback Machine                 | 5 октября 1989   | 40                                        | 20              | 8                                  |                     | 6                  |     |                    |                       | 20      |  |  |
| Gruppo                                                                    | 1 октября 1989   | 38,3                                      | 24,1            | 9,0                                | 4,7                 | 7,4                | 1,1 | ±2,5 п.п.          | 1 500                 | 14,2    |  |  |
| Demoscopia                                                                | 30 сентября 1989 | 42,1                                      | 23,8            | 7,3                                | 4,6                 | 8,7                | 1,1 | ±1,2 п.п.          | 6 200                 | 18,3    |  |  |
| CIS Архивная копия от 3 марта 2016 на Wayback Machine                     | 27 сентября 1989 | 43                                        | 21              | 9                                  |                     | 8                  |     | ±2,0 п.п.          | 2 500                 | 22      |  |  |
| Metra Seis                                                                | 22 сентября 1989 | 38,2                                      | 22,3            | 9,2                                | 5,0                 | 8,0                | 1,3 | ±0,8 п.п.          | 13 950                | 15,9    |  |  |
| ICP/Research                                                              | 19 сентября 1989 | 38,2                                      | 20,2            | 9,1                                | 4,7                 | 10,0               | 1,3 | ±2,5 pp            | 1 600                 | 18,0    |  |  |
| Sigma Dos                                                                 | 8 сентября 1989  | 38,5                                      | 23,3            | 10,5                               | 4,6                 | 8,5                | 1,1 | ±3,5 п.п.          | 800                   | 15,2    |  |  |
| IOPE-ETMAR Архивная копия от 10 августа 2014 на Wayback Machine           | 8 сентября 1989  | 43,0                                      | 22,8            | 8,4                                | 3,8                 | 7,6                | 1,0 | ±2,6 п.п.          | 1 483                 | 20,2    |  |  |
| Sigma Dos                                                                 | 3 сентября 1989  | 40,0                                      | 24,0            | 9,0                                | 4,8                 | 7,0                | 1,1 | ±3,5 п.п.          | 800                   | 16,0    |  |  |
| DYM                                                                       | 30 августа 1989  | 40,6                                      | 25,1            | 9,2                                | 5,2                 | 6,4                | 1,4 | ±3,2 п.п.          | 1 000                 | 15,5    |  |  |
| Выборы в Европарламент Архивная копия от 10 марта 2016 на Wayback Machine | 15 июня 1989     | 39,6                                      | 21,4            | 7,1                                | 4,2                 | 6,1                | 1,3 |                    |                       | 18,2    |  |  |
|                                                                           |                  |                                           |                 |                                    |                     |                    |     |                    |                       |         |  |  |

## Результаты

### Конгресс депутатов
| Партии и коалиции                        | Партии и коалиции                                       | Партии и коалиции                                                      | Лидер                                 | Голоса     | Голоса | Голоса | Места | Места |
| Партии и коалиции                        | Партии и коалиции                                       | Партии и коалиции                                                      | Лидер                                 | Голоса     | %      | ±п.п.  | Места | +/−   |
| ---------------------------------------- | ------------------------------------------------------- | ---------------------------------------------------------------------- | ------------------------------------- | ---------- | ------ | ------ | ----- | ----- |
|                                          | Испанская социалистическая рабочая партия               | исп. Partido Socialista Obrero Español, PSOE                           | Фелипе Гонсалес                       | 8 115 568  | 39,60  | ▼4,46  | 175   | ▼9    |
|                                          | Народная партия                                         | исп. Partido Popular, PP                                               | Хосе Мария Аснар                      | 5 285 972  | 25,79  | ▼0,18  | 107   | ▲2    |
|                                          | Объединённые левые                                      | исп. Izquierda Unida, IU                                               | Хулио Ангита                          | 1 858 588  | 9,07   | ▲4,44  | 17    | ▲10   |
|                                          | Демократический и социальный центр                      | исп. Centro Democrático y Social, CDS                                  | Адольфо Суарес                        | 1 617 716  | 7,89   | ▼1,33  | 14    | ▼5    |
|                                          | Конвергенция и Союз                                     | кат. Convergència i Unió, CiU                                          | Микел Рока                            | 1 032 243  | 5,05   | ▲0,02  | 18    | ▬     |
|                                          | Баскская националистическая партия                      | баск. Euzko Alderdi Jeltzalea, EAJ                                     | Иньяки Анасагасти                     | 254 681    | 1,24   | ▼0,29  | 5     | ▼1    |
|                                          | Партия труда и занятости—Группа Руиса-Матеоса           | исп. Partido del Trabajo y Empleo-Agrupación Ruiz-Mateos               | Хосе Мария Руис-Матеос                | 219 883    | 1,07   | новая  | 0     | новая |
|                                          | Народное единство                                       | баск. Herri Batasuna, HB                                               | Иньяки Эснаола                        | 217 278    | 1,06   | ▼0,09  | 4     | ▼1    |
|                                          | Андалусистская партия                                   | исп. Partido Andalucista, PA                                           | Алехандро Рохас–Маркос                | 212 687    | 1,04   | ▲0,57  | 2     | ▲2    |
|                                          | Зелёные—Зелёный список                                  | исп. Los Verdes–Lista Verde (LV-LV)                                    | Умберто да Крус                       | 158 034    | 0,77   | ▲0,61  | 0     | —     |
|                                          | Валенсийский союз                                       | исп. Unión Valenciana, UV                                              | Висенте Гонсалес Лисондо              | 144 924    | 0,71   | ▲0,39  | 2     | ▲1    |
|                                          | Баскская солидарность                                   | баск. Eusko Alkartasuna, EA                                            | Хосеба Аскаррага                      | 136 955    | 0,67   | новая  | 2     | ▲2    |
|                                          | Зелёные экологисты                                      | исп. Los Verdes Ecologistas, LVE                                       | Феликс Эррера                         | 136 335    | 0,67   | новая  | 0     | —     |
|                                          | Левые Страны Басков                                     | баск. Euskadiko Ezkerra, EE                                            | Коро Гармендиа                        | 105 238    | 0,51   | ▼0,02  | 2     | ▬     |
|                                          | Рабочая партия Испании–Коммунистическое единство        | исп. Partido de los Trabajadores de España–Unidad Comunista, PTE-UC    | Адольфо Пиньедо                       | 86 257     | 0,42   | ▼0,72  | 0     | —     |
|                                          | Республиканская левая Каталонии                         | кат. Esquerra Republicana de Catalunya, ERC                            | Жоан Ортала и Арау                    | 84 756     | 0,41   | ▼0,01  | 0     | —     |
|                                          | Рабочая социалистическая партия                         | исп. Partido Socialista de los Trabajadores, PST                       | Анхель Луис Паррас                    | 81 218     | 0,40   | ▲0,01  | 0     | —     |
|                                          | Регионалистская арагонская партия                       | исп. Partido Aragonés Regionalista, PAR                                | Хосе Мария Мур                        | 71 733     | 0,35   | ▼0,01  | 1     | ▬     |
|                                          | Канарские независимые                                   | исп. Agrupaciones Independientes de Canarias, AIC                      | Луис Мардонес                         | 64 767     | 0,32   | ▼0,01  | 1     | ▬     |
|                                          | Коммунистическая партия народов Испании                 | исп. Partido Comunista de los Pueblos de España, PCPE)                 | Хуан Рамос Камареро                   | 62 664     | 0,31   | новая  | 0     | —     |
|                                          | Галисийский националистический блок                     | галис. Bloque Nacionalista Galego, BNG                                 |                                       | 47 763     | 0,23   | ▲0,10  | 0     | —     |
|                                          | Галисийская коалиция                                    | исп. Coalición Galega, CG                                              | Сенен Бернардес                       | 45 821     | 0,22   | ▼0,18  | 0     | ▼1    |
|                                          | Единство валенсийского народа                           | вал. Unitat del Poble Valencià, UPV                                    | Хавьер Кантера                        | 40 767     | 0,20   | ▬      | 0     | —     |
|                                          | Галисийская социалистическая партия– Галисийская левая  | галис. Partido Socialista Galego-Esquerda Galega, PSG-EG               | Ана Мария Гандо́н                      | 34 131     | 0,17   | ▼0,06  | 0     | —     |
|                                          | Зелёная альтернатива (Экологическое движение Каталонии) | кат. Alternativa Verda (Moviment Ecologista de Catalunya), AV (MEC)    | Жозеп Пуиг и Бош                      | 25 978     | 0,13   | ▲0,02  | 0     | —     |
|                                          | Испанская фаланга                                       | исп. Falange Española, FE                                              | Диего Маркес Оррильо                  | 24 025     | 0,12   | ▼0,10  | 0     | —     |
|                                          | Канарская националистическая ассамблея                  | исп. Asamblea Canaria Nacionalista, ACN                                |                                       | 21 539     | 0,11   | ▼0,07  | 0     | —     |
|                                          | Зелёные                                                 | исп. Vértice Español de Reivindicación del Desarrollo Ecológico, VERDE |                                       | 28 318     | 0,14   | новая  | 0     | —     |
|                                          | Партии, набравшие менее 0,1 % голосов                   | Партии, набравшие менее 0,1 % голосов                                  | Партии, набравшие менее 0,1 % голосов | 143 131    | 0,70   | ▲0,32  | 0     | —     |
|                                          | Пустые бюллетени                                        | Пустые бюллетени                                                       | Пустые бюллетени                      | 141 795    | 0,69   | ▲0,09  |       |       |
|                                          |                                                         |                                                                        |                                       |            |        |        |       |       |
| Всего                                    | Всего                                                   | Всего                                                                  | Всего                                 | 20 493 682 | 100,00 |        | 350   | —     |
| Недействительные голоса                  | Недействительные голоса                                 | Недействительные голоса                                                | Недействительные голоса               | 152,683    | 0,74   | ▼0,83  |       |       |
| Зарегистрировано / Явка                  | Зарегистрировано / Явка                                 | Зарегистрировано / Явка                                                | Зарегистрировано / Явка               | 29 604 055 | 69,74  | ▼0,75  |       |       |
|                                          |                                                         |                                                                        |                                       |            |        |        |       |       |
| Источник: Ministerio del Interior (исп.) |                                                         |                                                                        |                                       |            |        |        |       |       |

1. ↑  В том числе, 20 депутатов от Партии социалистов Каталонии
2. ↑  Преемник Народной коалиции. Совместно с Союзом наваррского народа и Центристами Галисии
3. ↑  В том числе, по 2 депутата от Союза наваррского народа и Центристов Галисии
4. ↑  В том числе, 13 депутатов от КПИ, 3 от ОСПК, 1 от ПСД
5. ↑  Из них, 13 депутатов от Демократической конвергенции Каталонии и 5 от Демократического союза Каталонии
6. ↑  Основана бизнесменом Хосе Мария Руис-Матеосом[исп.] после того как социалистическое правительство «по соображениям общественной полезности и социального интереса» экспоприировало его холдинг Rumasa
7. ↑  Коалиция Конфедерации зелёных[исп.] и Экологической партии Страны Басков — Зелёный список
8. ↑  Фактически преемник коалиции Круглый стол коммунистического единства (исп. Mesa para la Unidad de los Comunistas, MUC)
9. ↑  Фактически преемник коалиции Галисийский национальный народный блок
10. ↑  Преемник «Зелёной альтернативы» (исп. Alternativa Verda)
11. ↑  Создана в результате объединения Канарской ассамблеи и Канарской националистической левой
12. ↑  Социал-демократическая коалиция, Галисийская националистическая партия — партия Гальегиста, Альянс за республику, «Единая Эстремадура», ПСМ-Националистическое соглашение, Революционная рабочая партия Испании, Гуманистическая партия, Независимые Гран-Канарии, Астурианистская партия, Объединённые центристы–Испанская демократическая партия, Галисийский народный фронт, Региональная партия Мадрида, Мадридская группа радикалов, Астурианские националистическое единство, Арагонский союз, Валенсийская националистическая левая–Валенсийский региональный союз, Регионалистская партия Страны Леон, Балеарский союз, «Единая Сеута», «7 зелёных звёзд», Зелёное движение, Независимая гражданская группа, Националистическая партия Кастилии и Леона, Аликантская коалиция, Испанское демократическое республиканское действие, Радикалы за Кантабрию, Независимая испанская фаланга, Ассамблея Лансароте, Регионалистская партия Гвадалахары, Балеарская радикальная партия, Испанская националистическая партия Мелильи, Проверистская партия, Коалиция Революционной коммунистической лиги и Коммунистического движения Страны Басков, Коммунистическая партия Испании (марксистско-ленинская)

### Сенат
В выборах 208 сенаторов приняли участие 20 684 212 человек (69,87 %). Недействительных бюллетеней — 710 101 (3,43 %), пустых бюллетеней — 334 118 (1,67 %).
| Партии и коалиции                                                                          | Партии и коалиции                         | Партии и коалиции                                 | Лидер             | Места | Места |
| Партии и коалиции                                                                          | Партии и коалиции                         | Партии и коалиции                                 | Лидер             | Места | +/−   |
| ------------------------------------------------------------------------------------------ | ----------------------------------------- | ------------------------------------------------- | ----------------- | ----- | ----- |
|                                                                                            | Испанская социалистическая рабочая партия | исп. Partido Socialista Obrero Español, PSOE      | Фелипе Гонсалес   | 107   | 17▼   |
|                                                                                            | Народная партия                           | исп. Partido Popular, PP                          | Хосе Мария Аснар  | 78    | 15▲   |
|                                                                                            | Конвергенция и Союз                       | исп. Convergència i Unió, CiU                     | Микел Рока        | 10    | 2▲    |
|                                                                                            | Баскская националистическая партия        | баск. Euzko Alderdi Jeltzalea, EAJ                | Иньяки Анасагасти | 4     | 3▼    |
|                                                                                            | Народное единство                         | баск. Herri Batasuna, HB                          | Иньяки Эснаола    | 3     | 2▲    |
|                                                                                            | Канарская группа независимых              | исп. Agrupaciones Independientes de Canarias, AIC | Луис Мардонес     | 2     | 1▲    |
|                                                                                            | Демократический и социальный центр        | исп. Centro Democrático y Social, CDS             | Адольфо Суарес    | 1     | 2▼    |
|                                                                                            | Объединённые левые                        | исп. Izquierda Unida, IU                          | Хулио Ангита      | 1     | 1▲    |
|                                                                                            | Ассамблея Махореро                        | исп. Asamblea Majorera, AM                        |                   | 1     | 1▬    |
|                                                                                            | Группа независимых Иерро                  | исп. Agrupación Herreña Independiente, AHI        |                   | 1     | 1▲    |
|                                                                                            |                                           |                                                   |                   |       |       |
| Всего                                                                                      | Всего                                     | Всего                                             | Всего             | 208   | ▬     |
|                                                                                            |                                           |                                                   |                   |       |       |
| Источник: Ministerio del Interior Архивная копия от 30 июня 2016 на Wayback Machine (исп.) |                                           |                                                   |                   |       |       |

## Результаты по регионам
Распределение голосов и мандатов за партии и коалиции по регионам Испании.
| Регион            | ИСРП       | ИСРП  | НП         | НП    | ОЛ         | ОЛ    | ДСЦ        | ДСЦ   | ГРМ        | ГРМ   | Зелёные    | Зелёные | Экологисты | Экологисты | Регионалисты | Регионалисты | Всего |
| Регион            | Голоса (%) | Места | Голоса (%) | Места | Голоса (%) | Места | Голоса (%) | Места | Голоса (%) | Места | Голоса (%) | Места   | Голоса (%) | Места      |              |              | Всего |
| ----------------- | ---------- | ----- | ---------- | ----- | ---------- | ----- | ---------- | ----- | ---------- | ----- | ---------- | ------- | ---------- | ---------- | ------------ | ------------ | ----- |
| Андалусия         | 52,5       | 42    | 20,1       | 12    | 11,9       | 5     | 4,6        | 0     | 1,5        | 0     | 0,6        | 0       | 0,4        | 0          | 6,2          | 2            | 61    |
| Арагон            | 38,7       | 7     | 27,8       | 4     | 9,7        | 1     | 7,6        | 0     | 1,0        | 0     | 0,4        | 0       | 0,7        | 0          | 11,4 %       | 1            | 13    |
| Астурия           | 40,5       | 4     | 26,5       | 3     | 15,6       | 1     | 12,5       | 1     | 0,5        | 0     | 0,7        | 0       | 0,5        | 0          | 1,1          | 0            | 9     |
| Балеары           | 34,5       | 3     | 40,7       | 3     | 5,1        | 0     | 9,2        | 0     | 2,5        | 0     | 2,5        | 0       | —          | —          | 3,1          | 0            | 6     |
| Валенсия          | 41,4       | 16    | 27,0       | 9     | 9,0        | 2     | 7,8        | 2     | 1,0        | 0     | 1,7        | 0       | 0,7        | 0          | 8,7          | 2            | 31    |
| Галисия           | 34,5       | 12    | 39,0       | 14    | 3,3        | 0     | 7,8        | 2     | 1,0        | 0     | 0,4        | 0       | 0,5        | 0          | 10,6         | 0            | 27    |
| Канары            | 36,1       | 7     | 19,4       | 3     | 7,9        | 0     | 17,6       | 3     | 1,5        | 0     | 0,9        | 0       | 0,7        | 0          | 15,3         | 1            | 14    |
| Кантабрия         | 40,0       | 3     | 38,4       | 2     | 6,4        | 0     | 9,7        | 0     | 0,7        | 0     | 0,6        | 0       | 0,8        | 0          | —            | —            | 5     |
| Кастилия-Ла-Манча | 47,9       | 12    | 33,7       | 8     | 6,9        | 0     | 7,7        | 0     | 0,7        | 0     | 0,5        | 0       | 0,5        | 0          | —            | —            | 20    |
| Кастилия-Леон     | 35,5       | 14    | 40,2       | 18    | 6,6        | 0     | 12,7       | 1     | 0,6        | 0     | 0,6        | 0       | 0,8        | 0          | —            | —            | 33    |
| Каталония         | 35,6       | 20    | 10,6       | 4     | 7,3        | 3     | 4,3        | 1     | 1,2        | 0     | 0,6        | 0       | 0,7        | 0          | 36,2         | 18           | 46    |
| Мадрид            | 33,5       | 12    | 34,2       | 12    | 15,4       | 5     | 11,0       | 4     | 0,9        | 0     | 1,1        | 0       | 0,9        | 0          | —            | —            | 33    |
| Мурсия            | 46,0       | 5     | 30,0       | 3     | 9,2        | 0     | 10,3       | 1     | 1,1        | 0     | 0,6        | 0       | 0,7        | 0          | —            | —            | 9     |
| Наварра           | 31,2       | 2     | 33,2       | 2     | 5,7        | 0     | 7,0        | 0     | 0,6        | 0     | —          | —       | —          | —          | 19,5 %       | 0            | 5     |
| Риоха             | 39,7       | 2     | 41,1       | 2     | 6,4        | 0     | 7,2        | 0     | 1,2        | 0     | —          | —       | 1,3        | 0          | —            | —            | 4     |
| Страна Басков     | 21,1       | 6     | 9,3        | 2     | 3,0 %      | 0     | 3,4        | 0     | 0,6        | 0     | —          | —       | —          | —          | 54,6         | 12           | 21    |
| Эстремадура       | 53,9       | 7     | 24,9       | 4     | 6,8        | 0     | 9,5        | 0     | 0,6        | 0     | 0,2        | 0       | 0,3        | 0          | 1,8          | 0            | 11    |
| Сеута             | 37,7       | 1     | 34,2       | 0     | —          | —     | 8,2        | 0     | 2,6        | 0     | 3,3        | 0       | —          | —          | 12,0         | 0            | 1     |
| Мелилья           | 38,5       | 0     | 55,7       | 1     | —          | —     | 1,8        | 0     | —          | —     | —          | —       | —          | —          | 1,7          | 0            | 1     |
| Всего             | 39,6       | 175   | 25,8       | 105   | 9,1        | 17    | 7,9        | 14    | 1,1        | 0     | 0,8        | 0       | 0,7        | 0          | н/д          | н/д          | 350   |

1. ↑  Андалусистская партия — 6,2 %
2. ↑  Регионалистская арагонская партия — 10,9 %, Союз арагонцев — 0,5
3. ↑  Регионалистская арагонская партия
4. ↑  Астурианистская партия — 0,6 %, Астурианское националистическое единство — 0,5 %
5. ↑  ПСМ-Националистическое соглашение — 2,3 %, Балеарский союз — 0,8 %
6. ↑  Объединённые левые Страны Валенсия
7. ↑  Валенсийский союз — 6,8 %, Единство валенсийского народа — 1,9 %
8. ↑  Валенсийский союз
9. ↑  Партия социалистов Галисии
10. ↑  Вместе с Центристами Галисии
11. ↑  Галисийский националистический блок — 3,6 %, Галисийская коалиция — 3,4 %, Галисийская социалистическая партия–Галисийские левые — 2,5 %, Галисийская националистическая партия — партия Гальегиста — 1,1 %
12. ↑  Канарская единая левая
13. ↑  Канарские независимые — 9,6 %, Канарская националистическая ассамблея — 3,2 %, Независимые Гран-Канарии — 0,9
14. ↑  Канарские независимые
15. ↑  Партия социалистов Каталонии
16. ↑  Инициатива для Каталонии: ОСПК и Левое националистическое соглашение
17. ↑  Конвергенция и Союз — 32,7 %, Республиканская левая Каталонии — 2,7 %, Зелёная альтернатива (Экологическое движение Каталонии) — 0,8 %
18. ↑  Конвергенция и Союз
19. ↑  Вместе с Союзом наваррского народа
20. ↑  Народное единство[англ.] — 11,0 %, Баскская солидарность — 4,8 %, Левые Страны Басков — 2,8 %, Баскская националистическая партия — 0,9 %
21. ↑  Баскская националистическая партия — 22,8 %, Народное единство[англ.] — 16,8 %, Баскская солидарность — 11,1 %, Левые Страны Басков — 8,8 %
22. ↑  Баскская националистическая партия — 5, Народное единство[англ.] — 4, Баскская солидарность и Левые Страны Басков — по 2
23. ↑  Единая Эстремадура
24. ↑  «Единая Сеута»
25. ↑  Испанская националистическая партия Мелильи

Социалисты победили в 30 провинциях, а также в Сеуте. Народная партия выиграла выборы в 16 провинциях, в том числе Мадриде, а также в Мелилье. «Конвергенция и Союз» занял первое место в Жироне и Льейде. Баскские националисты первенствовали в Бискайе, а «Народное единство» в Гипускоа.

## После выборов
5 декабря 1989 года Фелипе Гонсалес был избран на пост премьер-министра, получив уже в первом туре голосования абсолютное большинство голосов членов Конгресса, присутствовавших на заседании. За него проголосовали 166 депутатов от ИСРП и депутат от Канарских независимых. Парламентарии от БНП и РАП воздержались от участия в голосовании. Все 4 депутата от НЕ отсутствовали. Всего в голосовании приняли участие 332 депутата нижней палаты. На сегодняшний день это единственный случай, когда смогли проголосовать не все избранные парламентарии, так как Верховный суд временно заблокировал признание мандатов 18 депутатов, избрание которых оспаривалось в суде.
Ночь выборов 1989 года оказалась одним из самых драматических событий в истории Испании 1980-х годов. Впервые с 1982 года Испанская социалистическая рабочая партия могла потерять своё абсолютное большинство в Конгрессе депутатов. Экзит-поллы и первые данные о подсчёте голосов показывали, что ИСРП выиграет всего лишь 172 места, тем самым лишившись большинства, тем самым дав шанс оппозиционным партиям сформировать несоциалистическое правительств. Угроза потерять абсолютное большинство сохранялась перед ИСРП в течение всей послевыборной ночи до раннего утра следующего дня, пока не были не подсчитаны все голоса. В результате, социалисты завоевали 176 депутатских мандатов, сохранив тем самым абсолютное большинство мест. Национальные и зарубежные средства массовой информации увидели в результатах выборов предупреждение Фелипе Гонсалеса и всему руководству страны, посоветовав ему обеспечить политическую стабильность, выполнить требования общества и недопустить в свой третий срок пребывания в должности «высокомерности», свойственной социалистам в последние годы.
Народная партия и «Объединённые левые» оспорили результаты выборов сразу по нескольким округам, где несколько мест достались ИСРП при небольшом отрыве в голосах, обвинив правительство в нарушениях при подсчёте голосов. 14 ноября «Объединённые левые» смогли в апелляционной инстанции оспорить результаты выборов в Мурсии, в результате чего 1 место в Конгресс перешло к ним в ущерб ИСРП. Народная партия, в свою очередь, обжаловала результаты выборов в Мелилье и Понтеведра, заявив, что правительство манипулирует подсчётом голосов, так чтобы ИСРП сможла сохранить за собой абсолютное большинство. Окончательные решения по всем трём делам принял Верховный суд, который, вернув спорный мандат от Мурсии социалистам и признав результаты выборов в Понтеведра, назначил новые выборы в Мелилье.
Битва за 176-й мандат ИСРП закончилась перевыборами в Мелилье 25 марта 1990 года. По их результатам, Народная партия смогла отвоевать у социалистов одно место в Конгрессе и 2 в Сенате, тем самым, лишив Социалистическую партию абсолютного большинства в Конгрессе. Однако, даже не имея абсолютного большинства голосов в нижней палате, социалисты, в конечном счёте, фактически взяли её под свой контроль. Голосов депутатов от ИСРП хватало для принятия законов по вопросам, не требующим абсолютного большинства голосов всех членов Конгресса. Во многом, это стало возможным благодаря тому, что все четыре депутата от баскской левонационалистической партии «Народное единство» отсутствовали на протяжении всего срока полномочий до 1993 года. Таким образом, даже в случае, когда все оппозиционные партии солидарно голосовали против законопроектов ИСРП, они все вместе набирали лишь 171 голос против 175 голосов у социалистов.
После того, как все споры вокруг подсчёта голосов и распределения мандатов завершились, премьер-министр Фелипе Гонсалес добровольно представил свою кандидатуру на пост главы кабинета для нового голосования. Новые выборы прошли 5 апреля 1990 года и их результаты по существу повторили итоги голосования 5 декабря 1989 года. За Гонсалеса проголосовали социалисты и канарский независимый, принеся ему 176 голосов из 350. Баскские националисты вновь отказались голосовать, на этот раз к ним присоединились все депутаты от «Конвергенции и Союза» и партии Демократический и социальный центр.